# ژرژ کلمانسو
ژرژ بنجامین کلمانسو (به فرانسوی: Georges Benjamin Clemenceau) معروف به ببر فرانسه، از سیاست مداران بزرگ قرن نوزدهم و بیستم اروپا بود که در سال ۱۸۴۱ زاده شد. او دو دوره، در سال‌های ۱۹۰۶ تا ۱۹۰۹ و همچنین از ۱۹۱۷ تا ۱۹۲۰ نخست‌وزیر فرانسه بود.

## خبرنگاری جنگ و نمایندگی مجلس
کلمانسو در سال ۱۸۵۶ به عنوان خبرنگار جنگی در ارتش ژنرال گرانت آمریکایی شرکت داشت. از سال ۱۸۷۶ تا ۱۸۹۳ عضو مجلس نمایندگان گشت و از سال ۱۹۰۲ تا سال ۱۹۱۰ سناتور بود.

## اقدامات
از مهم‌ترین کارهای او در مدت سناتوری تصویب جدا شدن امور کلیسا از دولت و اعطاء استقلال داخلی به کلیساها بود. او هم چنین در این مدت توانست با استفاده از خشونت به اعتصاب کارگران معدن پایان دهد. ژرژ کلمانسو که از سال ۱۹۰۶ تا ۱۹۰۹ در جمهوری سوم فرانسه نخست‌وزیر و وزیر کشور فرانسه بود، در سال ۱۹۱۷ از نو نخست‌وزیر و به‌طور همزمان وزیر دفاع شد و رهبری سیاسی فرانسه را در روزهای بحرانی جنگ نخست جهانی بر عهده گرفت.

### بنیان‌گذاری صلح ورسای
او در سال ۱۹۱۹ کنفرانس تاریخی صلح پاریس را تشکیل داد که منجر به امضای پیمان ورسای شد که تأثیر مهمی در جهان پس از جنگ جهانی اول داشت. در آن کنفرانس نمایندگان ۵ کشور شکست خورده جنگ یعنی آلمان، اتریش، بلغارستان، مجارستان و عثمانی حضور نداشتند.

## دیدگاه‌ها و نظرات
ژرژ کلمان سو در مقطعی گفته بود که «ارزش هر قطره نفت مساوی با یک قطره خون است.»

## مرگ
ژرژ کلمانسو در سال ۱۹۲۰ از خدمت دولتی کناره‌گیری کرد و در سال ۱۹۲۹ در گذشت.